# أذن البحر (جنس)
أذن البحر أو مروحي السفن (الاسم العلمي: Haliotis) هي جنس من الرخويات يتبع فصيلة حلزونيات البحر (الاسم العلمي: Haliotidae) ضمن طائفة البطنقدميات. يُراوح عدد أنواعه المعترف بها عالميًا بين 100 و130 نوع (نظرًا لظهور العديد من الهجائن).

## روابط خارجية
- معلمات عن حجر أذن البحر